# Осада Саурана
Осада Саурана — в 1487 году казахское войско под руководством казахских правителей осадило город. В ходе осады жители сговорились с Бурундук-ханом и сдали Махмуд-султана казахам.

## Предыстория
Долгая и настойчивая борьба в Туркестане негативно сказывалась на экономической деятельности, на состоянии городов и особенно на окружающих селениях. Жители городов стремились как-то предотвратить разрушения, что объясняется во многом уже упомянутыми событиями сдачи Сыгнака Бурундук-хану, Аркука Мухаммаду Шайбани.

## Осада
В течение двух месяцев после того, как Махмуд-султан стал правителем в Сауране, город был осажден объединенными войсками Бурундук-хана, сыновей Жанибек-хана - Касыма и Адика, а также Мухаммад-Мазид-тархана. Осадившие город, установили секретные связи с местной знатью, что привело к восстанию жителей против узбекского гарнизона. Очевидно, что часть знати в Саурани имела более тесные отношения с казахским ханом, которые устанавливались задолго до того, как город длительное время находился под властью казахов. Жители Саурана выдали казахам брата Мухаммеда Шейбани со всем его окружением. Касым-султан направил пленников в Сузак, но во время пути Махмуд-султану удалось сбежать.

## Последствия
После укрепления своей позиции в Сауране, Бурундук-хан и сыновья Жанибек-хана отправились к Отрару с большим войском. В этом городе находился Мухаммад Шайбани, и вместе с Мухаммад-Мазид-тарханом они осадили эту крепость.

## Значение
Поражения Мухаммеда Шайбани в течение почти непрерывной трехлетней борьбы с казахами и их союзниками вынудили его покинуть Туркестан около 1486 года и отправиться искать военную удачу в Хорезме.